# Plan Anaconda

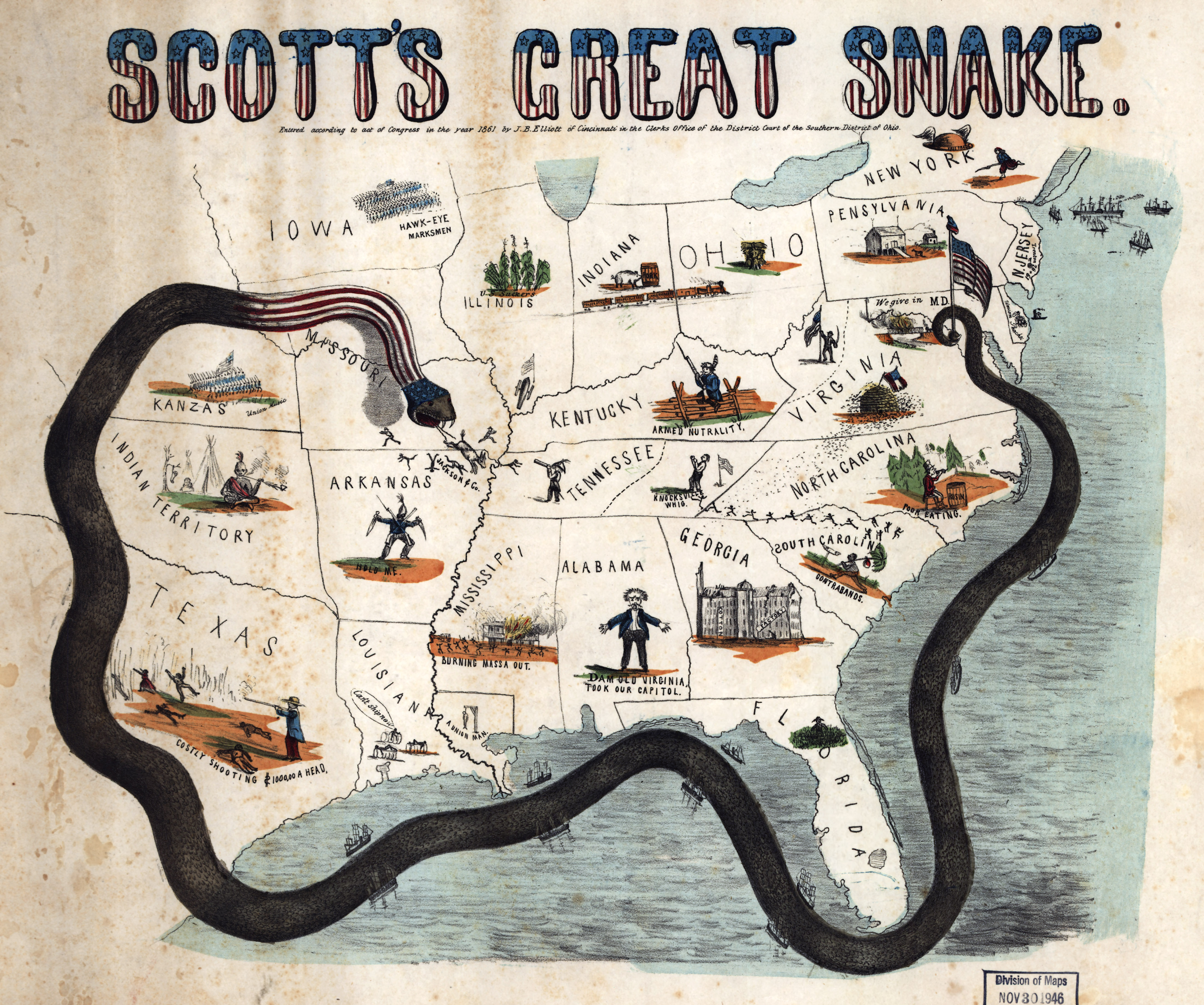
Idea Planu Anaconda na obrazku z epoki. Głowa węża znajduje się na rzece Missisipi, gdzie marynarka wojenna CSA sprawiła pewne trudności marynarce USA

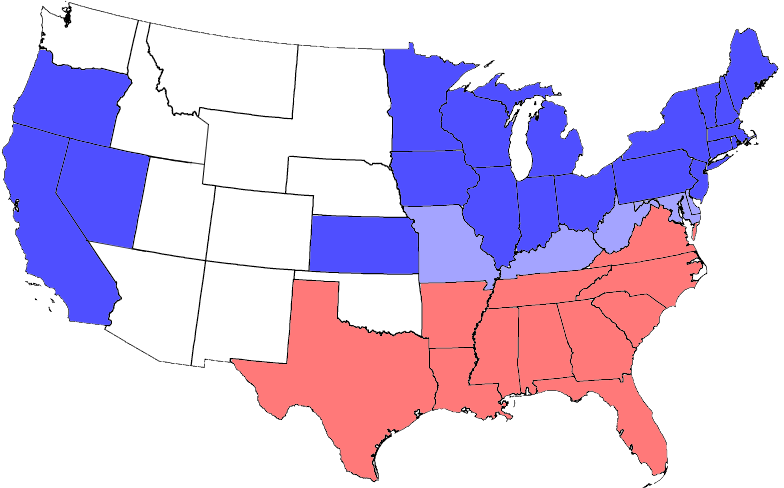
Przewaga długości linii brzegowej CSA na wschodzie nad linią brzegową USA na wschodzie na nic się nie zdała

Plan Anaconda – jedna ze strategii prowadzenia wojny secesyjnej w Stanach Zjednoczonych, wysunięta na początku 1861 roku przez generała Unii, Winfielda Scotta (1786–1866). Nazwa planu pochodzi od sposobu, w jaki anakondy duszą swoje ofiary.
Plan przewidywał wygranie wojny przy minimalnych stratach dzięki blokadzie morskiej oraz kontroli nad rzeką Missisipi. Blokadę morską stanów Południa ogłoszono już 19 kwietnia 1861 – mimo że Unia nie uznawała Konfederacji za odrębne państwo. Chociaż w rękach Skonfederowanych Stanów Ameryki (ang. Confederate States of America, CSA) znalazła się ogromna część przedwojennego Wschodniego Wybrzeża USA, nie znajdowały się tam wcale lub prawie wcale istotne stocznie i bazy wojskowe. Te zlokalizowane były głównie w niewielkiej części wybrzeża, jaka pozostała w Unii. Siłą rzeczy Marynarka Wojenna CSA była dużo słabsza od US Navy. Blokada morska faktycznie zakończyła się z upadkiem portu Wilmington w Karolinie Północnej 25 lutego 1865, oficjalnie 23 czerwca 1865 roku.